# Pseudamia hayashii
Pseudamia hayashii är en fiskart som beskrevs av Randall, Lachner och Fraser, 1985. Pseudamia hayashii ingår i släktet Pseudamia och familjen Apogonidae. Inga underarter finns listade i Catalogue of Life.